# Тайдаково (река)
Тайдаково — река в Самарской области России. Устье реки находится в 2 км по правому берегу Куйбышевского водохранилища (Мазинский залив). Длина реки составляет 11 км, площадь водосборного бассейна — 66,8 км².

## Этимология
Река названа по селу, которое связано с личным именем Тайдак.

## Данные водного реестра
По данным государственного водного реестра России относится к Нижневолжскому бассейновому округу, водохозяйственный участок реки — Куйбышевского водохранилища от посёлка городского типа Камское Устье до Куйбышевского гидроузла, без реки Большой Черемшан. Речной бассейн реки — Волга от верхнего Куйбышевского водохранилища до впадения в Каспий.
Код объекта в государственном водном реестре — 11010000512112100005458.